# Чхала
Чхала (груз. ჩხალა, лаз. Çxala) — долина, расположенная в пределах района Борчка ила Артвин на северо-востоке Турции. Формируется рекой Чхала и её притоками, являющимися частью бассейна реки Чорох. Название «Чхала» также употребляется в отношении исторического селения Чхалазени (ныне Дузкой).

## История
Согласно этнографическому описанию, опубликованному в 1883 году российским исследователем И. Стебницким, на восточных и южных склонах Понтийского хребта, в том числе в ущельях Чхала-су, Мургул-су и Хатил-су, проживали грузины-мусульмане. Значительная часть этого населения была вынуждена переселиться в Османскую империю после заключения Берлинского трактата (1878), по итогам Русско-турецкой войны.

## География
Река Чхала является одним из левых притоков реки Чорох. Она берёт начало на склонах Лазистанского хребта и течёт в юго-восточном направлении. Приняв множество мелких притоков, Чхала впадает в Чорох в районе центра Борчка.
По описанию грузинского военного и географа Георгия Казбека, посетившего регион в 1874 году — за четыре года до перехода территории к Российской империи, — река Чхала (в его работах также обозначенная как Чаырсу) служила естественной границей между регионами Ливана и Лазистан. Казбеги отмечал, что деревни в долине Чхала располагались вдоль русла реки, а предгорья были покрыты густыми зарослями кустарников. Среди древесных пород преобладали каштан, ольха и дуб.

## Население
Исторически долина Чхала была заселена лазами. Согласно современному административному делению, в долине расположены следующие деревни и сельские округа:
- Кале (груз. მაკრეთი, Макрети),
- Демирджилер (груз. მამანათი, Маманати),
- Финдыклы (груз. საჰანდრო, Сахандро),
- Дузкой (груз. ჩხალაზენი, Чхалазени),
- Чифтекапру (груз. ცქარკა, Цкарка).